# 二十八个半布尔什维克
二十八个半布尔什维克是1929年夏在苏联莫斯科中山大学学习的中国留学生中出现的一个群体。

## 概述
1929年夏在苏联莫斯科中山大学照例进行一次学期总结大会，中心议题是“大学支部局的路线是否正确”。大会争议激烈，开了十天，史称“十天大会”。最后只好就中大支部局的报告举手表决。有28人投票拥护支部局，一人既年龄小又观点“摇摆不定”，“二十八个半”便由此而来。实际上王明几个月之前就被共产国际派回了中国，并没有出席“十天大会”。没参加的还有张闻天、王稼祥等。“二十八个半布尔什维克这一专用名词是在‘十天大会’上产生出来的，但其具体人物则不是在那次会议上确定的。在大会上投赞成票的，未必就是“二十八个半”之一；没有参加那次会并投赞成票的，也未必就不是“二十八个半”之一。杨尚昆也加以澄清说：大会上拥护支部局有90票，仍属少数。
“二十八个半”由于持相近的理念得名。自称是共产国际最坚定的支持者和当时中国共产党瞿秋白路线的坚决反对者。「二十八个半」中的半个指徐以新，也是唯一确定身份的。“有一个人，有时与支部局一致，有时又不一致，观点比较动摇。当时只有十七八（岁），是共青团员，所以称为‘半个’。”
1927年夏初，年仅23岁的王明向时任中大副校长的帕维尔·米夫建议，趁“教务派”和“支部派”之争，对反对这两派的“第三势力”加以拉拢。王明之后联络了一批看法接近的人，在反托派、反瞿秋白和瞿领导的中共驻共产国际代表团，反其它各种派别如“江浙同乡会”、共青团“光泽派”的斗争中，逐步形成了以王明为核心的“二十八个半”，支持以苏联的方式进行中国革命。
1931年1月召开的中共六届四中全会上，王明成为领导人，派遣陈昌浩、沈泽民等前往鄂豫皖苏区，夏曦等前往湘鄂西苏区，担任中央代表；任命博古为中央临时政治局负责人；王明返回莫斯科任驻共产国际代表。
由于团体成员人们的政治主张随后发展不同，随着遵义会议后，着眼于国情以及中国工农红军实力发展，此团体结束；但对其思想的批评，一直延续到此后的中国共产党与中华人民共和国的历次政治事件中。1945年延安整风结束后，毛泽东在中共七大上成为中共中央主席，以王明为首的国际派和二十八个半布尔什维克逐渐被排挤出权力核心。
文化大革命中，康生说：“‘二十八个半’没有一个好人。”文化大革命时还在中国大陆的二十八个布尔什维克，多受到冲击或迫害。文化大革命结束后，在1981年8月，中共中央委托冯文彬主持召开熟悉当时情况的老同志座谈会，杨尚昆、伍修权、孔原、孙冶方、徐以新等十六人参会。与会同志建议，党内不再使用“二十八个半布尔什维克”这个专有名词。

## 成员
他们的成员说法不一，有报道称，成员涉及52人。一般认为（根据盛忠亮的回忆录）包括：
| 姓名                        | 肖像 | 生卒                                  | 出生地   | 最高官职                                                           | 政治概述 |
| --------------------------- | ---- | ------------------------------------- | -------- | ------------------------------------------------------------------ | --- |
| 王明 陈绍禹                 |      | 1904年5月23日出生 1974年3月27日逝世   | 安徽金寨 | 中国共产党中央委员会代理总书记                                     | 早期中国共产党领袖，回国后与毛泽东的争权中失势（见王明右倾投降主义），中苏决裂之后批判中共；客死苏联。 |
| 孟庆树 孟庆绪               |      | 1911年12月2日出生 1983年9月5日逝世    | 安徽寿县 | 中华人民共和国中央人民政府法制委员会委员兼法制委员会资料室主任     | 王明妻子，莫斯科中山大学第三期。后在苏联莫斯科去世。 |
| 博古 秦邦宪                 |      | 1907年6月24日出生 1946年4月8日逝世    | 江苏无锡 | 中国共产党中央委员会总书记                                         | 中国共产党领袖，延安整風时被批判。1946年在重庆飛往延安的飞机失事中遇难。 |
| 张闻天 张应皋               |      | 1900年8月30日出生 1976年7月1日逝世    | 江苏南汇 | 中国共产党中央委员会总书记                                         | 中国共产党领袖，遵义会议中担任中共总书记。中华人民共和国成立后任外交部副部长，庐山会议中支持彭德怀而被打倒。 |
| 王稼祥                      |      | 1906年8月15日出生 1974年1月25日逝世   | 安徽泾县 | 中国共产党中央政治局委员兼中华苏维埃共和国中央革命军事委员会副主席 | 毛泽东支持者，遵义会议后中共军事负责人之一。中华人民共和国成立后，任中国驻苏联大使、外交部副部長、中共中央書記處書記。                                                                                           |
| 杨尚昆                      |      | 1907年7月5日出生 1998年9月14日逝世    | 四川潼南 | 中华人民共和国主席                                                 | 早年担任中共中央宣传部部长、红三军团政委。遵义会议后投向毛泽东，后长期担任中共中央办公厅主任，是邓小平改革开放政策主要支持执行者，1988年当选中华人民共和国主席。中共八大元老之一。                               |
| 陈昌浩                      |      | 1906年9月18日出生 1967年7月30日逝世   | 湖北汉阳 | 中国共产党中央政治局委员                                           | 原红四方面军政委，支持张国焘，在张失势后被派去领导西路军，失败后留在中共进行党史研究，文革中自杀。 |
| 张琴秋                      |      | 1904年11月15日出生 1968年4月22日逝世  | 浙江桐乡 | 中华人民共和国纺织工业部副部长                                     | 沈泽民之妻，早年留学莫斯科中山大学；沈泽民死后改嫁陈昌浩，后再改嫁苏井观。1949年10月任纺织工业部部长。文化大革命期间遭到批判自杀。                                                                               |
| 王盛荣                      |      | 1907年出生 2006年9月1日逝世           | 湖北武汉 | 中华人民共和国重工业部副部长                                       | 汉口八路军办事处高级参谋，新四军第八团政治委员、新四军挺进支队政治委员等。1950年任重工业部副部长，中南工业部副部长，兼有色金属管理局局长。                                                                       |
| 徐以新 徐一新               |      | 1911年11月14日出生 1994年12月30日逝世 | 浙江衢县 | 中华人民共和国外交部副部长                                         | 早年参加北伐，后担任红四方面军参谋主任，与西北军杨虎城代表孙蔚如谈判并达成协议。中华人民共和国成立后历任苏联东欧司副司长、司长，驻阿尔巴尼亚、挪威、叙利亚大使、外交部副部长、巴基斯坦大使。                     |
| 凯丰 何克全                 |      | 1906年2月出生 1955年3月23日逝世       | 江西萍乡 | 中国共产党中央委员会宣传部副部长                                   | 反对王明，后被国民党逮捕坐牢，不久被中共地下党营救出狱。遵义会议中支持博古，后来改变路线支持毛泽东反对张国焘。《抗日軍政大學校歌》作者。曾任中国共产主义青年团总书记和中共中央宣傳部副部长。                     |
| 何子述                      |      | 1901年出生 1931年6月死于国民党狱中    | 湖北应山 | 中国共产党中央委员会北方局工人运动负责人                           | 在中共中央北方局工作，在1929年被国民党逮捕处决。 |
| 沈泽民                      |      | 1900年6月23日出生 1933年11月20日逝世  | 浙江桐乡 | 中国共产党中央委员会宣传部部长                                     | 茅盾之弟，张国焘红四方面军的部下，在领导游击战争中病逝于红安。 |
| 宋潘民 宋盘民、宋盘铭       |      | 1909年出生 1933年12月29日被共产党处决 | 河南郾城 | 中国共产党湘鄂西中央分局委员                                       | 张国焘红四方面军的部下，因反对夏曦的肃反而在1933年被处死。 |
| 陈原道 陈源道               |      | 1902年出生 1932年4月10日被国民党处决  | 安徽巢县 | 中国共产党河南省委员会组织部部长兼秘书长                           | 回国后曾任中共河南、江苏的负责人，后来被国民党逮捕在南京处决。 |
| 殷鉴                        |      | 1904年出生 1937年4月逝世              | 湖北团风 | 中国共产党河北省委员会书记                                         | 在华北唐山煤矿进行工运时和薄一波一起被国民党政府逮捕，被营救之前死于狱中。 |
| 李竹声                      |      | 1903年出生 1973年1月死于共产党狱中    | 安徽寿县 | 中国共产党临时中央政治局委员兼中国共产党上海中央执行局书记         | 回国后曾任中共上海的负责人，1934年被国民党逮捕后叛变。1949年后被抓获，1973年病死狱中。 |
| 盛忠亮 盛岳                 |      | 1907年8月27日出生 2007年3月29日逝世   | 湖南石門 | 中国共产党上海中央执行局代理书记                                   | 中共上海领导人之一，被李竹声出卖后为国民政府情报机关中统工作。官至中华民国外交部亚西司司长。后移居美国，撰写了关于二十八个布尔什维克的回忆录《莫斯科中山大学与中国革命》。“二十八个半布尔什维克”中最后逝世的人。 |
| 袁家镛 袁孟超、宋三、严英   |      | 1905年出生 1991年1月16日逝世          | 四川资阳 | 中国共产党江苏省委员会书记                                         | 中共江苏省委书记，1934年和李竹声一起被国民党政府逮捕后叛变（有争议），在中统工作。后在高校工作。1986年获准重新加入中共，党龄从1949年算起。                                                                       |
| 王云程                      |      | 1905年 1969年11月被共产党处决         | 湖北     | 中国共产主义青年团中央委员会书记                                   | 曾任中山大学支部局组织部副部长。1931年任中共江苏省委书记，1932年任团中央书记，后兼任上海局常委。1933年被国民党绑架之后叛变；使罗登贤、廖承志等被捕。                                                             |
| 孙济民 孙际明               |      | 1908年出生                            | 湖北武漢 | 中国共产主义青年团上海局组织部部长                                 | 和王云程一起被捕、叛变。 |
| 夏曦                        |      | 1901年8月17日出生 1936年2月28日逝世   | 湖南益阳 | 中国工农红军第二军团政治委员                                       | 他在1933年到1935年间在湘鄂西苏区三次“肃反”的过程中造成了红二方面军四万人以上死亡，在长征中落水无人救助而死。 |
| 朱阿根 朱志远、朱琪、朱祺   |      | 1904年生                              | 江蘇上海 | 中国共产党江苏省委员会常务委员会委员兼组织部部长                   | 1930年回国后曾任中共领导，后退党，一说叛变。 |
| 汪盛荻 汪浩、汪盛岳、王胜弟 |      | 1899年出生 1950年逝世                 | 湖南澧县 | 中国共产党江苏省委员会宣传部部长                                   | 回国后曾任中共领导，1932年5月被国民党逮捕后叛变，在国民党政权任职，官至长沙市市长。1948年1月，到湖南大学任教。1949年，追随陈明仁、程潜，通电全国宣布湖南和平起义。1950年，汪盛荻被处决。                         |
| 李元杰                      |      |                                       | 四川     |                                                                    | 淡出政治。一说叛变。 |
| 王保礼 王宝礼               |      | 1905年生                              | 江蘇南京 | 莫斯科中山大学副校长                                               | 苏州工人。1931年被國民黨逮捕后叛变。一说淡出政治。 |
| 朱自舜 朱子纯               |      |                                       |          |                                                                    | 女，孟庆树好友，在莫斯科时並非共產黨員，僅是青年團員，回国后淡出政治、平淡生活。 |
| 杜作祥 杜作强、杜绰强       |      | 1907年出生 1997年2月11日逝世          | 湖北秭归 | 中国共产党上海中央执行局妇女部部长                                 | 陈昌浩第二任妻子，1934年9月在上海法租界被国民党逮捕，1936年9月释放后与共产党失去组织联系。1982年11月恢复党籍。                                                                                                   |
| 萧特甫                      |      | 1903年生                              | 湖南桃源 |                                                                    | 去莫斯科前曾在法國留學，回國後下落不明。 |

### 引用
1. 1 2 3  . 腾讯网，来源：党史博览. 2006-05-08  [2015-04-21]. （原始内容存档于2018-10-25） （简体中文）.
2. ↑  .   [2019-08-26]. （原始内容存档于2020-04-06）.
3. ↑  Kampen, Thomas. . ISBN 9788776946050.